# Маршалвил (Џорџија)
Маршалвил (Џорџија) (енгл. Marshallville) град је у америчкој савезној држави Џорџија. По попису становништва из 2010. у њему је живело 1.448 становника.

## Демографија
Према попису становништва из 2010. у граду је живело 1.448 становника, што је 113 (8,5%) становника више него 2000. године.
| Група             | 2000.         | 2010.         |
| Белци             | 278 (20,8%)   | 328 (22,7%)   |
| Афроамериканци    | 1.047 (78,4%) | 1.094 (75,6%) |
| Азијати           | 0 (0,0%)      | 1 (0,1%)      |
| Хиспаноамериканци | 6 (0,4%)      | 22 (1,5%)     |
| Укупно            | 1.335         | 1.448         |